# Annemarie Gerg
Annemarie Gerg (* 14. Juni 1975 in Bad Tölz) ist eine ehemalige deutsche Skirennläuferin. Sie ist die Cousine der ehemaligen Skirennläuferin Hilde Gerg.
Gerg wuchs in Lenggries auf und startete für den SC Lenggries. Die Slalomspezialistin platzierte sich im Skiweltcup zehnmal unter den ersten Zehn. Ihr bestes Resultat war – nach 13 Weltcup-Jahren – der zweite Platz in Val-d’Isère am 21. Dezember 2006. Sie nahm an vier Weltmeisterschaften und zwei Olympischen Winterspielen teil. Bei den Spielen 2006 in Turin wurde sie Siebte im Slalom.
Sechs Deutsche Meisterschaften gewann sie zwischen 1997 und 2003, fünf im Slalom und eine im Riesenslalom.
Am 12. September 2007 verkündete sie aufgrund einer anhaltenden Verletzung im rechten Knie ihren Rücktritt vom alpinen Rennsport.